# Pow woW
Pow woW ist eine vierköpfige französische Vokalgruppe, die ihre größten Erfolge in den 1990er Jahren feierte.

## Geschichte des Ensembles
Ende der 1970er Jahre gründete Pascal Périz zusammen mit seinem Bruder die Rockabilly-Band Les Alligators, zu der nach kurzer Zeit auch Alain Chennevière stieß. Zwar hatte die Band nur bis Mitte der 1980er Bestand, aber die beiden blieben in Verbindung und trafen über ihre Musik auch mit dem Rocksänger Ahmed Mouici zusammen. 1990 lernten sie zudem den aus Paris stammenden Bertrand Pierre kennen. Sie beschlossen gemeinsam Musik zu machen, und als bei ihrer ersten Session die Instrumente fehlten, sangen sie kurzerhand a cappella. Das funktionierte so gut, dass sie im Oktober desselben Jahres ernsthaft mit Proben begannen und im Dezember ihren ersten Auftritt hatten. Als Namen für ihr Ensemble wählten sie den indianischen Ausdruck Pow Wow für eine spezielle Versammlung der Stämme.
Es folgten weitere Auftritte, bei denen sie sowohl Popklassiker wie Louie Louie und Le lion est mort ce soir als auch eigene Kompositionen wie Le chat (Der Kater) sangen, begleitet lediglich von einem Gitarristen. Anfang 1992 gingen sie dann ins Studio und nahmen ihr Debütalbum Regagner les plaines auf. Die erste Single daraus war Le chat und sie belegte im Juli und August 7 Wochen lang Platz 1 der Singles-Charts in Frankreich. Kurz darauf schaffte es auch das Album an die Chartspitze.
Als zweite Single erschien Le lion est mort ce soir, ein auf einem afrikanischen Lied basierender Dauerbrenner, der in verschiedenen Versionen z. B. als Wimoweh oder The Lion Sleeps Tonight in verschiedenen Ländern immer wieder sehr erfolgreich gewesen war. Ende 1992 erreichte das Lied die Top 5 in Frankreich und das Album wurde daraufhin noch einmal zum meistverkauften Album der Weihnachtszeit.
Bei der darauffolgenden Verleihung des französischen Musikpreises Victoires de la Musique erhalten Pow woW die Auszeichnung als Gruppe des Jahres und Le chat wird zum Lied des Jahres gekürt.
Es folgt eine große Frankreichtournee und mit Comme un guetteur im Herbst 1993 das zweite Album. Es erreicht Platz 8 der Charts, allerdings schaffte es kein Lied daraus in die Singles-Charts. Weitere zwei Jahre später folgte mit Pow Wow ein drittes erfolgreiches Album, aber der Anfangsschwung hatte nachgelassen. Zudem hatten sie eine Abkehr vom reinen A-cappella-Gesang vollzogen und setzen auf eine vollständige Begleitband, was den Puristen unter den Fans missfiel. Die vier Mitglieder begannen sich in der Folge für eigene Projekte zu interessieren und so kam nach dem Best-of-Album Quatre und einem letzten Auftritt bei der jährlichen Benefizveranstaltung Les Enfoirés 1997 die Trennung des Quartetts.
Neun Jahre hielt diese Trennung an, dann kamen Chennevière, Périz, Mouici und Pierre wieder zusammen. Sie nahmen 2006 das Album Chanter auf und konnte damit an ihre Chartgeschichte anknüpfen, wenn auch nicht wie in früherem Maße. Pow woW geben seitdem auch wieder regelmäßig Konzerte.

## Mitglieder
- Alain Chennevière (* 19. Februar 1959 in Falaise)
- Pascal Périz (* 12. Januar 1961 in der Normandie)
- Ahmed Mouici (* 9. Juli 1963 bei Chambéry)
- Bertrand Pierre (* 31. Dezember 1961 in Paris)

## Diskografie
Alben
- Regagner les plaines (1992) (CH: Gold)[2]
- Comme un guetteur (1993)
- Pow woW (1995)
- Quatre (1995)
- Chanter (2006)

Singles
- Le chat (1992)
- Le lion est mort ce soir (1992)
- Devenir Cheyenne (1992)
- Le roi des excrocs (1993)
- Le poisson dans la vitrine (1993)
- Jesus (1993)
- L’oasis (1995)
- Et que Dieu me damne (1995)
- Zombies dans Paris (1996)
- Marie-Jeanne (1996)